# Balschwiller
Balschwiller é uma comuna francesa na região administrativa de Grande Leste, no departamento Alto Reno. Estende-se por uma área de 9,84 km². Em 2010 a comuna tinha 759 habitantes (densidade: 77,1 hab./km²).